# 화웨이
화웨이 기술 유한 공사(중국어 간체자: 华为技术有限公司, 병음: Huáwei Jìshù Yǒuxiàn Gōngsī)는 중화인민공화국의 통신 장비 및 스마트폰 제조 업체이다. 본사는 광둥성 선전시 룽강구에 있다.
예비역 인민군 출신인 런정페이가 1987년에 설립했다. 연구개발, 생산 그리고 통신 장비 마케팅에 특화된 첨단 기술의 개인 기업이고, 통신 사업자를 위한 맞춤형 네트워크 서비스를 제공한다. 화웨이는 상위 50위의 통신 운영사들 중 35개 회사에 납품하고 매년 매출의 10%를 R&D에 투자한다. 중국 선전, 상하이, 베이징, 난징, 시안, 청두 그리고 우한에 위치한 R&D센터와 더불어 스웨덴 스톡홀름, 미국 댈러스와 실리콘 밸리, 인도 방갈루루, 아일랜드 오팔리 Ferbane, 러시아 모스크바, 인도네시아 자카르타, 그리고 네덜란드 Wijchen에도 R&D 센터를 가지고 있다.
2015년부터 전 세계 스마트폰 시장에서 삼성전자와 애플 다음으로 3위 자리를 지키고 있다.
한국 시장에는 2014년 10월 2일, 화웨이 아너 6를 통신사 LG유플러스 전용 폰 화웨이 X3라는 제품명으로 처음 진출했다. 그 이후로 LG유플러스를 통해 화웨이 Y6, 넥서스 6P를 출시하면서 본격적인 공략을 시작했다. 그 후로도 H폰, Be Y폰과 Be Y패드 등을 내며 신제품을 출시하고 있다. LG유플러스에서 5G망 구축을 위해 화웨이의 장비를 쓰고 있다.
화웨이는 단기간에 급성장하여 2009년 이동통신 장비 산업에서 스웨덴의 에릭슨에 이어 세계 2번째 회사가 되었고, 2012년 에릭슨을 누르고 세계 최대의 통신장비 제조 회사가 되었다.
2018년 12월 1일에는 멍완저우 부회장이 캐나다에서 미국의 요청에 의해 이란에 대한 제재 위반 혐의로 체포되었으며, 이에 중국이 반발했다.
에어아시아 X의 '프리미엄 플랫베드'에서 나눠주는 개별 엔터테인먼트에 화웨이 제품을 쓰기도 한다.

## 운영체제 논란
천리팡 화웨이 부회장은 프랑스 잡지 Le Point 와의 인터뷰에서 자체 운영체제가 네트워크 스위치, 라우터, 데이터센터, 스마트폰에서 동작한다고 이야기 했다가 2019년 7월 18일 벨기에 브뤼셀에서 "훙멍(鴻蒙) OS는 스마트폰용으로 개발된 것이 아닌 시스템 OS"라고 했으며, "스마트폰에 계속해서 구글의 안드로이드 OS를 사용할 것"이라고 했다.

## 미국의 제재
2020년 2월 13일, 미국 법무부는 이날 화웨이에 대한 새 기소장을 뉴욕 브루클린 연방법원에 제출했다.
화웨이가 조선민주주의인민공화국의 통신사 고려링크의 망을 구축하고 유지하도록, 최소 8년 동안 장비와 소프트웨어를 제공했다고 한다. 전직 화웨이 직원에게 제보받은 내부 문건도 공개되었다. 이는 적성국교역법, 수출입은행법, 수출통제법, 무역협정연장법, 북한인권법, 이란, 북한, 시리아 비확산법, 대북제재정책강화법, 대적성국제재법 등을 위반한 것이다. 조선민주주의인민공화국은 미국의 주적으로 여러 가지 법률에 의해 거래가 금지되어 있으며, 조선민주주의인민공화국과 거래를 한 모든 외국인은 미국 정부의 처벌을 받는다.
워싱턴포스트가 공개한 화웨이 내부 문서에는 조선민주주의인민공화극 무선통신망 사업을 위해 작성된 작업 주문서와 계약서 등이 포함되어 있다. 계약서에는 판다정보기술이 화웨이의 통신장비들을 철로를 이용해 조선민주주의인민공화국으로 들여가는 것으로 되어 있다.
화웨이는 이를 부인하고 있다.

## 기업 문화
화웨이는 고유의 기업 문화인 '늑대문화'가 있다. 런정페이는 해외 시장 진출 초기 “사자에게 먹히지 않으려면 더 빨리 뛰고 더 높이 올라가야 한다”며 화웨이를 산양에 비유했다. 치열해지는 글로벌 시장의 경쟁 속에서 살아남기 위해서는 늑대가 지닌 끈질기고 굴하지 않는 도전 정신과 끈끈한 팀워크, 탁월한 감각 등을 본받아 끊임없이 도전하고 혁신해야 한다는 것이다.

## 핵심 가치
화웨이의 핵심 가치는 열린 마음(Openness), 협력(Collaboration), 상생(Shared Success)이다.

## 같이 보기
- 화웨이 앱갤러리
- 중화인민공화국의 기업 목록